# John Adams (componist)
John Coolidge Adams (Worcester (Massachusetts), 15 februari 1947) is een Amerikaanse componist en dirigent. Hij schreef koorwerken, werken voor orkest en opera's. John Adams is een vertegenwoordiger van de stijl die minimalistische muziek genoemd wordt.
De compositie van Adams' On the Transmigration of Souls, een koorwerk ter herdenking van de slachtoffers van de terreuraanvallen op 11 september 2001, won de Pulitzer-prijs voor muziek in 2003. Met name de Nederlandse dirigent Edo de Waart zette zich in om John Adams' composities uit te voeren. Adams heeft het boek Hallelujah junction: Composing an American life geschreven, waarin hij zelf vertelt over zijn leven en hoe hij tot bepaalde composities is gekomen.
In 2019 kreeg hij de Erasmusprijs uitgereikt. Volgens de jury heeft Adams de hedendaagse klassieke muziek weer 'verstaanbaar' gemaakt.

## Werken
Opera
- Nixon in China (1984–87), over de legendarische ontmoeting tussen Mao Zedong en Richard Nixon in Peking 1972
- The Death of Klinghoffer (1990–91), over de kaping van het Italiaanse cruiseschip Achille Lauro; première in de Muntschouwburg in Brussel, 1991
- I Was Looking at the Ceiling and Then I Saw the Sky (1994–95)
- Doctor Atomic (2005)
- A Flowering Tree (2006)

- Girls of the Golden West (opera) (uitgevoerd door San Francisco Opera, november 2017)

Oratorium
- El Niño (première december 2000 in Théâtre du Châtelet, Parijs, in regie van Peter Sellars)
- The gospel according to the other Mary (2012) voor 5 solisten, koor en orkest

Ballet/Dans
- Available Light (première 8 juli 1983, Centre de Rencontres Châteauvallon, Ollioules, met Lucinda Childs)

Orkestwerken
- Common tones in simple time (1980)
- Harmonium (1980)
- Grand Pianola Music (1982) voor 2 piano's, 3 zangers en harmonieorkest
- Shaker loops (1978, versie voor strijkorkest 1983). Balletversie Hans van Manen (1987)
- Harmonielehre (1984-85)
- The chairman dances (1985) - foxtrot geschreven voor Nixon in China, maar niet gebruikt
- Tromba lontana (1986)
- Short ride in a fast machine (Fanfare for Great Woods) (1986)
- Fearful symmetries (1988)
- The wound-dresser (1988) voor bariton en orkest, tekst: Walt Whitman
- Eros Piano (1989) voor piano en orkest
- Berceuse élégiaque (1989) orkestratie van werk van Ferruccio Busoni
- The black gondola (1989) orkestratie van werk van Franz Liszt
- El Dorado (1991)
- Vioolconcert (1993)
- Lollapalooza (1995)
- Slonimsky's earbox (1996)
- Century rolls (1996)
- Naive and sentimental music (1997-1999)
- Guide to Strange Places (2001)
- On the Transmigration of Souls (2002) voor koor, kinderkoor, orkest en soundtrack
- The Dharma at Big Sur (2003)
- My father knew Charles Ives (2003; hommage aan Charles Ives)
- Doctor Atomic Symphony (2007)
- City Noir (2009)
- Absolute jest (2010) voor strijkkwartet en orkest
- Saxophone Concerto (2013)
- Scheherazade.2 (2014-15), dramatische symfonie voor viool en orkest

Kamermuziek
- Piano Quintet (1970)
- American Standard (1973)
- Christian Zeal & Activity (1973)
- Shaker Loops, versie voor strijkseptet (1978)
- Chamber Symphony (1992)
- John's book of alleged dances (1994) voor strijkkwartet
- Road movies (1995) voor viool en piano
- Gnarly buttons (1996) voor klarinet en kamerensemble
- Scratchband (1996) voor ensemble
- Son of Chamber Symphony (2007)
- First Quartet (2008) voor strijkkwartet
- Second Quartet (2014) voor strijkkwartet

Piano
- Ragamarole (1973)
- China gates (1977)
- Phrygian gates (1977-78)
- Hallelujah Junction (1996) voor 2 piano's
- American berserk (2001)

- Bibsys: 97024381
- Biblioteca Nacional de España: XX5074719
- Bibliothèque nationale de France: cb139238385 (data)
- Catàleg d'autoritats de noms i títols de Catalunya: 981058519646706706
- CiNii: DA01989306
- Gemeinsame Normdatei: 119399237
- International Standard Name Identifier: 0000 0001 2131 2917
- Library of Congress Control Number: n81028483
- Nationale Bibliotheek van Letland: 000037216
- MusicBrainz: 94f46f90-f220-458d-acd6-5f14c55ab9b2
- Bibliotheek van het Japanse parlement: 01047112
- Nationale Bibliotheek van Tsjechië: ola2002140098
- Nationale bibliotheek van Australië: 36505564
- Nationale Bibliotheek van Israël: 987007296551805171
- Nationale Bibliotheek van Polen: a0000002699671
- Nationale en Universitaire bibliotheek Zagreb: 000709714
- Nederlandse Thesaurus van Auteursnamen: 073509841
- Istituto Centrale per il Catalogo Unico: REAV097920
- LIBRIS: 207175
- SNAC: w6j19txk
- Système universitaire de documentation: 077719514
- Trove: 1262728
- Union List of Artist Names: 500475908
- Virtual International Authority File: 46948513
- WorldCat: E39PBJpyrkMK7qB4Rb36rfQrMP